# National Board of Review Award/Spezielle Würdigung für Exzellenz im Filmemachen
Preis des National Board of Review: Spezielle Würdigung für Exzellenz im Filmemachen
Gewinner des National Board of Review Awards in der Kategorie Spezielle Würdigung für Exzellenz im Filmemachen.
Die Jahreszahlen der Tabelle nennen die bewerteten Filmjahre, die Preisverleihungen fanden jeweils im Folgejahr statt.
| Jahr | Ausgezeichnete Filme alphabetische Reihenfolge (nach den englischen Titeln) |
| 2005 | Breakfast on Pluto, Cape of Good Hope, The Dying Gaul, Alles ist erleuchtet, Hustle & Flow, Junebug, Layer Cake, Lord of War – Händler des Todes, Nine Lives, Reine Familiensache und An deiner Schulter                                                                             |
| 2004 | Attentat auf Richard Nixon, Before Sunset, Door in the Floor, Enduring Love, Vergiss mein nicht!, Facing Windows, Garden State, Ein Zuhause am Ende der Welt, Imaginary Heroes, Since Otar Left, Stage Beauty, Undertow und The Woodsman                                             |
| 2003 | American Splendor, Kick It Like Beckham, The Cooler – Alles auf Liebe, Dirty Pretty Things, Girl with a Pearl Earring, Pieces of April – Ein Tag mit April Burns, The Secret Lives of Dentists, Shattered Glass, The Statement, Thirteen und Whale Rider, präsentiert von Hope Davis |
| 2002 | Frailty, The Good Girl, The Guys, Heaven, Igby, Max, Personal Velocity, Echte Frauen haben Kurven, Sex für Anfänger, Sunshine State, Tadpole und Tully präsentiert von Connie Nielsen                                                                                                |
| 2001 | Beziehungen und andere Katastrophen, The Deep End – Trügerische Stille, Diamond Men, Ghost World, Happy Accidents, Iris, Lantana, L.I.E, Piñero und Sexy Beast präsentiert von Kevin Bacon                                                                                           |
| 2000 | American Psycho, Best in Show, Chuck and Buck, Girlfight – Auf eigene Faust, Hamlet, Nurse Betty, Requiem for a Dream, Shower, Snatch – Schweine und Diamanten und Two Family House präsentiert von James Woods                                                                      |
| 1999 | Unschuldig verfolgt, A Walk on the Moon, Election, Go, Wenn der Nebel sich lichtet – Limbo, Twin Falls Idaho, Man of the Century, Echoes – Stimmen aus der Zwischenwelt, This is My Father und Bube, Dame, König, grAS                                                               |
| 1998 | Buffalo ’66, Dark City, Leben und Tod auf Long Island, Next Stop Wonderland, The Opposite of Sex – Das Gegenteil von Sex, Passion in the Desert, Pi, Smoke Signals, Lang lebe Ned Devine! und Your Friends and Neighbors                                                             |
| 1997 | Apostel!, Chasing Amy, Seitensprung in Manhattan, Der kleine Unterschied, Gridlock´d, In the Company of Men, Star Maps, Tango-Fieber, American Dreamer – Charmante Lügner und Welcome to Sarajevo                                                                                    |
| 1996 | Engel und Insekten, Basquiat, Big Night, Bound, Caught – Im Netz der Leidenschaft, Follow Me Home, I Shot Andy Warhol, Lone Star, Marvin´s Room, Substance of Fire, Swingers, The Deli, The War Room, Ein Licht in meinem Herzen und Willkommen im Tollhaus                          |